# Rejon zamostianski
Rejon zamostianski (ukr. Замостянський район) − jeden z trzech rejonów miejskich Winnicy.
Został utworzony w 1972, jest zamieszkały przez 114 295 osób (2008). Jego powierzchnia wynosi 22 km².